# Atapupu
Atapupu (Atapoupou, Atapupo) ist ein Ort im Nordosten des indonesischen Westtimors auf einer Meereshöhe von 195 m, trotz seiner Lage nah der Sawusee. Er gehört zum Desa Jenilu (Distrikt Kakuluk Mesak, Regierungsbezirk Belu, Provinz Ost-Nusa-Tenggara). Von hier aus führt eine Straße zum zwölf Kilometer entfernten Batugade. Der Grenzort liegt bereits in Osttimor. 25 Kilometer südlich liegt die Distriktshauptstadt Atambua.

## Name
Der Name des Ortes bedeutet in der lokalen Sprache Tetum „Hafen der Sklaven“.

## Geschichte
Das Gebiet war seit dem 16. Jahrhundert im Einflussbereich der Portugiesen. In der zweiten Hälfte des 18. Jahrhunderts war die Kontrolle der Portugiesen aber genauso schwach, wie die der Niederländer, der zweiten Kolonialmacht in Westtimor. So wurde der Flusshafen von Atapupu praktisch zu einem Freihafen, über den gerade mit kleineren Schiffen ein großer Teil des Sandelholz der Insel von chinesischen und Baba-Händlern exportiert wurde. Sie arbeiteten für Handelshäuser im niederländisch kontrollierten Makassar und dem portugiesischen Macau, mit Genehmigung der Niederländischen Ostindien-Kompanie und gegen portugiesische Interessen. Später sollte auch Kaffee in Atapupu verschifft werden. Viele Chinesen hatten sich auch in Atapupu niedergelassen. Von hier und von Kupang aus, dem niederländischen Hauptort auf Timor, gingen sie als reisende Händler auch in das Inselinnere. 1769 verlegten die Portugiesen ihre Kolonialhauptstadt von Lifau nach Dili, womit Atapupu noch weiter sich vom portugiesischen Einfluss entfernte.
Als die Briten zwischen 1811 und 1816 in Folge der Napoleonischen Kriege niederländische Kolonien besetzten, waren darunter auf Timor auch der niederländische Hauptort Kupang und Atapupu. Das mit den Briten verbündete Portugal nutzte die Gelegenheit seine Ansprüche auf den Hafen zu erneuern und übernahm 1812 wieder die Kontrolle und errichteten ein Zollhaus. Atapupu wurde zu einer Haupteinnahmequelle an Zolleinnahmen für die portugiesische Kolonie.
1816 brannte der Herrscher von Wehale, gerufen von chinesischen Händlern und Timoresen in der Nachbarschaft zum Hafen, das portugiesische Zollhaus nieder. Im Jahr darauf geschah das Gleiche. Im portugiesischen Bericht wurden chinesische Händler und niederländische Agenten verdächtigt, die Liurais von Cowa und Cotubaba zur Tat angestiftet zu haben.
Am 20. April 1818 besetzten 30 niederländische Soldaten im Auftrag ihres Kommandanten Hazaert (Hazaart,) in einem Handstreich Atapupu und ersetzten die portugiesische Flagge gegen die Flagge der Niederlande. Hinter der Besetzung standen chinesische Händler aus Kupang, die sich auf diese Weise die von Portugal geforderten Zölle sparen wollten. Der portugiesische Gouverneur José Pinto Alcoforado de Azevedo e Sousa beschwerte sich in Batavia über Hazaerts eigenmächtige Besatzungen, sein Bestreben das benachbarte Batugade zu erobern und dafür die lokalen Herrscher und die chinesischen Händler gegen die Portugiesen aufzurühren. Azevedo e Sousa drohte mit Truppen gegen die Niederländer auf Timor vorzugehen und forderte finanzielle Entschädigungen. Azevedo e Sousa legte als Beweis für die Rechtmäßigkeit der portugiesischen Ansprüche auf Atapupu und Batugade Dokumente vor, die von Dona Usula da Costa, der Königin von Liquiçá und weiteren Würdenträgern Liquiçás am 16. Mai 1818 unterzeichnet worden waren. Die niederländische Kommission befand aber, dass die Portugiesen den Sachverhalt falsch angegeben hätten und rehabilitierte Hazaert, der 1820 in sein Amt in Kupang zurückkehrte. Der Ruf des portugiesischen Gouverneurs nach Verstärkung aus Goa, um die Niederländer wieder aus Atapupu zu vertreiben, wurde von König João VI. persönlich zurückgewiesen. Man solle „die guten Beziehungen mit den Niederländern nicht stören.“ Angesichts der fehlenden Unterstützung versuchte man nun von portugiesischer Seite zu verhindern, dass Handelswaren nach Atapupu gelangen, wenn man schon nicht den Export über den Hafen kontrollieren konnte. Die Herrscher der timoresischen Reiche im nördlichen Zentrum von Timor widersetzten sich daraufhin gegen die portugiesische Oberhoheit.
1848 besetzte der Herrscher von Oecussi das drei Meilen von Atapupu entfernte Reich von Janilo. Die Niederländer intervenierten dagegen, da sie befürchteten, dass so der Hafen die Verbindung zum Hinterland verlieren könnte. Insgesamt eskalierten die Unruhen so weit, dass sich die beiden europäischen Kolonialmächte dazu entschlossen, nun Verhandlungen über den genauen Grenzverlauf auf Timor zu führen. Mit dem Vertrag von Lissabon (1859) wurde erstmals eine Grenze gezogen und daraufhin 1862 ein niederländischer Posten in Atapupu errichtet.
Trotz seiner Bedeutung als Handelshafen, auch für die Reiche an der Südküste Timors, gab es in Atapupu 1893 nur ein Zollhaus, dass von einem Beamten geleitet wurde. Weitere zivile oder militärische Einrichtungen fehlten. 1894 wütete die Cholera in Atapupu. Sie war im osttimoresischen Maubara ausgebrochen, nachdem nach der Revolte von Maubara viele Leichen nicht beerdigt worden waren. Der portugiesische Gouverneur José Celestino da Silva beschuldigte die chinesischen Händler aus Atapupu, sie würden aus Profitgründen Feuerwaffen an timoresische Rebellen verkaufen.
In der niederländischen Kolonialzeit entstand als eine der ersten Straßen die Verbindung von Atapupu nach Kupang. Atapupu diente als Verwaltungssitz der Regentschap Belu, dem heutigen Regierungsbezirk, bis 1916 Atambua zur neuen Hauptstadt Belus wurde. Während der japanischen Besetzung im Zweiten Weltkrieg war Atapupu Ziel australischer Bomberangriffe, die zu schweren Schäden führten.

## Wirtschaft und Verkehr

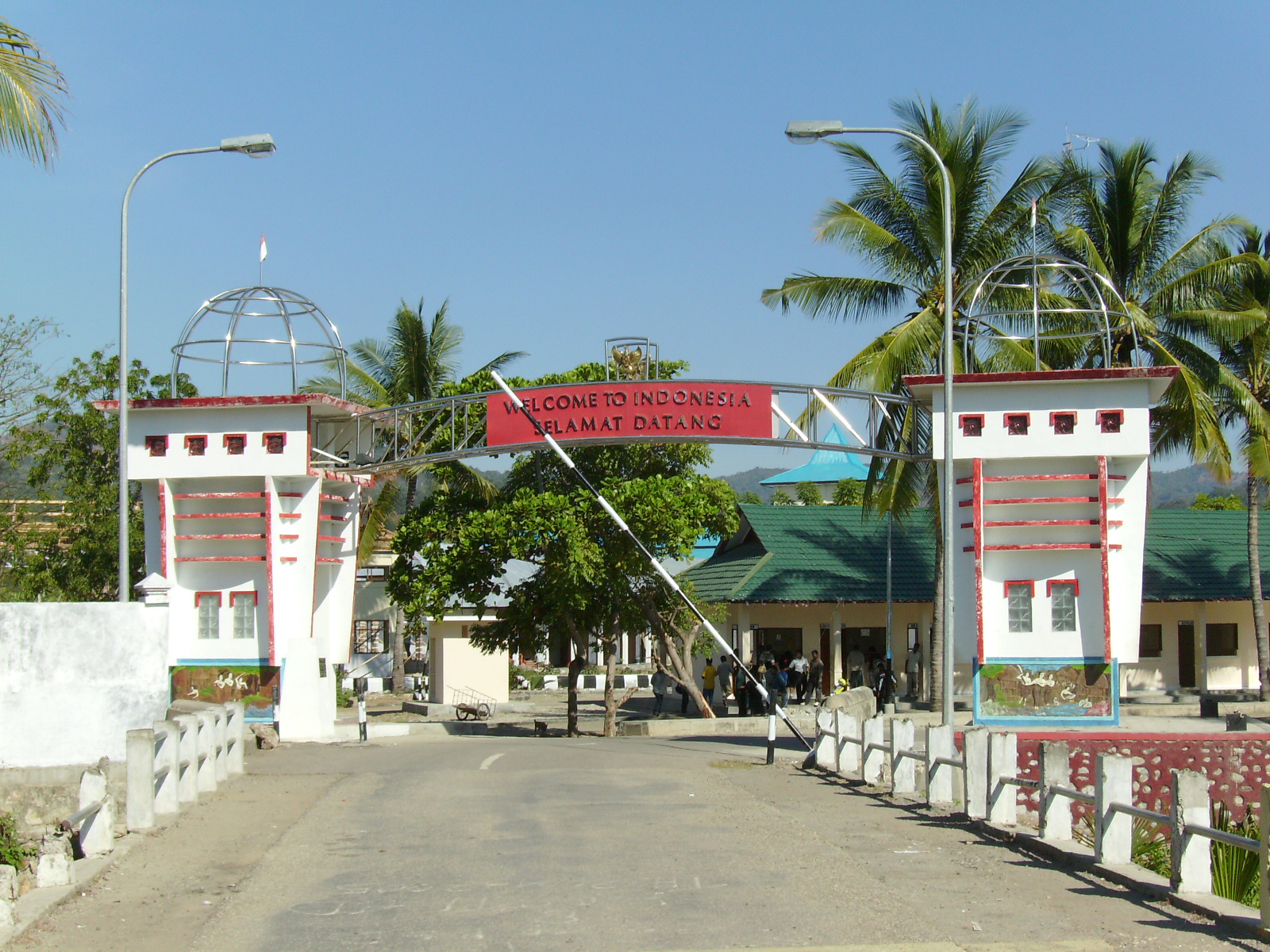
Grenzübergang von Osttimor nach Indonesien neun Kilometer von Atapupu

Atapupu liegt an einer Flussmündung und hat dort einen Hafen, der für kleine Schiffe geeignet ist. Bis zum Ende des 19. Jahrhunderts war es einer der wichtigsten Häfen Westtimors.
Einmal die Woche fährt eine Fähre von Atapupu nach Kalabahi (Alor) in neun Stunden. Seit Ende der 2010er-Jahre dient der Hafen auch zum Warenexport nach Osttimor. Außerdem befindet sich hier ein Posten der indonesischen Marine.
Das Meer vor Atapupu wird sowohl von einheimischen, wie auswärtigen Fischern genutzt. Muslimische Fischer aus Buton bei Sulawesi benutzen Angelruten und größere Boote. Die einheimischen Fisher verwenden von kleinen Booten aus Netze zum Fischfang.